# Hertha Pauli
Œuvres principales
Toni (1936)
Hertha Pauli, née le 4 septembre 1906 à Vienne en Autriche-Hongrie et morte le 9 février 1973 à New York aux États-Unis est une écrivaine et actrice autrichienne. Elle est la sœur de Wolfgang Pauli.

## Biographie
Hertha Pauli naît à Vienne dans une famille bourgeoise aisée et cultivée. Après sa Matura, elle se dirige vers une carrière théâtrale et travaille notamment sous la direction de Max Reinhardt à Berlin. Amie d'Ödön von Horváth, elle joue dans ses Légendes de la forêt viennoise (Geschichten aus dem Wiener Wald). En 1933, elle est de retour à Vienne. Elle a déjà commencé à écrire et se tourne de plus en plus vers la littérature. Son premier roman Toni, Ein Frauenleben für Ferdinand Raimund paraît en 1936 au Paul Zsolnay Verlag. En 1938, la veille de l'Anschluss, elle fuit l'Autriche pour Paris. En 1940, elle s'installe aux États-Unis où elle continue à écrire. Son dernier livre était de nature autobiographique et décrivait notamment l'alliance des Nazis avec la France de l'occupation. Elle est décédée à Long Island, New York.

## Ouvrages
- 1936, Toni, Zsolnay
- 1937, Nur eine Frau, Zeitbild
- 1942, Alfred Nobel, Fisher
- 1956, Bernadette and the Lady, Farrar, Giroux, Burns and Oates
- 1970, Der Riß der Zeit geht durch mein Herz, Zsolnay

## Sources
- (de) Biographie sur le site Exil-Archiv
- (de) Biographie sur le site Literaturepochen
- (de) Page de l'Université de Vienne consacrée à Hertha Pauli
- (de) Wilhelm Sternfeld, Eva Tiedemann, 1970, Deutsche Exil-Litteratur 1933-1945 deuxième édition augmentée, Heidelberg, Verlag Lambert Schneider.